# Mark Rippetoe
Mark Rippetoe (Wichita Falls, 12 de febrero de 1956) es un entrenador de fuerza y autor estadounidense. Ha publicado varios libros y artículos revisados por pares. Tiene una licenciatura en geología con una especialización en antropología. Tiene varias décadas de experiencia como entrenador de fuerza, es ex levantador de potencia, y propietario del gimnasio Wichita Falls Athletic Club. Actualmente es conocido por su libro Fuerza inicial: entrenamiento basico con barra.
Formó parte del grupo que recibió la certificación Certified Strength and Conditioning Specialist cuando la National Strength and Conditioning Association estadounidense la ofreció por primera vez en 1985. Renunció formalmente a la credencial en 2009.
Estuvo asociado con la comunidad CrossFit como experto en entrenamiento con barra de pesas. Fue autor de muchos artículos de entrenamiento para el CrossFit Journal y creó, junto a Lon Kilgore, el curso Basic Barbell Certification, que impartieron entre 2006 y 2009. Tras comprar los derechos a Kilgore, amplió este curso en 2010 a un Seminario Starting Strength de tres días impartido a través de The Aasgaard Company. Rippetoe terminó su asociación formal con CrossFit en 2009 debido a diferencias personales e ideológicas.
También es conocido por su estilo de enseñanza y humor ácido, que ha dado lugar a varias recopilaciones de sus citas en distintas páginas web. Es el segundo trompetista en la banda de música The Anarene Transit Authority.

## Biografía
Rippetoe nació en Wichita Falls, Texas, donde reside en la actualidad. Obtuvo una Licenciatura en Ciencias en geología del petróleo de la Midwestern State University, donde conoció a su mentor Bill Starr en 1979. Compitió en levantamiento de potencia desde 1979 hasta 1988, ganando el Greater Texas Classic en 1981. Compró Anderson's Gym en 1984, que más tarde se convertiría en Wichita Falls Athletic Club. Colaboró con Glenn Pendlay, entrenador de halterofilia de nivel internacional, y el profesor Lon Kilgore, quien estableció el Centro de Desarrollo Regional de Halterofilia de Estados Unidos en Wichita Falls. Durante los siguientes 30 años utilizó el gimnasio para probar y perfeccionar su programa de entrenamiento dirigido a maximizar las ganancias de fuerza, lo que finalmente daría como resultado el programa Starting Strength. Junto a Glenn Pendlay desarrollaron el programa de entrenamiento dirigido a levantadores intermedios llamado Texas Method. Este programa está considerado la continuación del programa Starting strength.
A partir de 2018, The Aasgaard company, en asociación con Strength Train LCC estableció una franquicia de gimnasios de la marca Starting Strength repartidos por varios estados de EE. UU. donde se enseña el método de entrenamiento desarrollado por Rippetoe

## Obras publicadas
Rippetoe es autor de varios libros, artículos revisados por pares, vídeos instructivos en línea y en DVD, y publicaciones en Internet relacionadas con el entrenamiento de fuerza:

### Libros
- Starting Strength: Basic Barbell Training (ediciones 1, 2, 3)
- Practical Programming for Strength Training (ediciones 1, 2, 3)
- Strong Enough? Thoughts on Thirty Years of Barbell Training
- Mean Ol’ Mr. Gravity

### DVD
- Starting Strength: Basic Barbell Training

### Artículos
- Strength and conditioning for fencing, Strength and Conditioning Journal
- Let's Learn How to Coach the Squat, Strength and Conditioning Journal
- Redefining Fitness for Health and Fitness Professionals, Journal of Exercise Physiology
- Going Deep, CrossFit Journal

### Entrevistas
- Rob Sachs, What Would Rob Do to Lose 10 Pounds in 2009?, 2009, entrevista radiofónica en la NPR.
- Matt Reynolds, In the Trenches - An Interview With Mark Rippetoe
- Myles Kantor, Going Deeper into the Deadlift with Mark Rippetoe. Entrevista.
- Reddit, I am Mark Rippetoe, author of Starting Strength: Basic Barbell Training. Ask Me Anything., 2011

- Datos: Q6769444
- Multimedia: Mark Rippetoe / Q6769444